# Jan Feser
Jan Feser (* 1. März 1985 in Frankfurt am Main) ist ein deutscher Politiker (AfD). Er zog über Listenplatz 8 der AfD Hessen in den 21. Deutschen Bundestag ein.

## Leben
2004 erwarb Feser das Abitur, darauf folgte 2004 bis 2005 sein Zivildienst. Von 2005 bis 2015 studierte er Rechtswissenschaften an der Goethe-Universität Frankfurt a. M. Von Oktober 2015 bis März 2019 studierte er Sozialrecht an der Hochschule Fulda mit Abschluss als Bachelor-Sozialjurist.

### Politik
Von März bis Dezember 2019 war er Fachreferent im Bereich „Arbeit & Soziales“ der AfD-Bundestagsfraktion. Seit Februar 2020 ist er Fachreferent im Bereich „Arbeit, Soziales und Migration“ der AfD-Fraktion im Hessischen Landtag. Seit März bzw. Mai 2021 ist er Stadtverordneter der Gemeindevertretung Eltville und Mitglied des Kreisausschusses des Rheingau-Taunus-Kreises. Seit September 2021 ist Feser Vorstandsmitglied des AfD-Kreisverbandes des Rheingau-Taunus-Kreises. Seit März 2022 ist er stellvertretender Leiter des Landesfachausschusses der AfD „Wirtschaft & Soziales“. Seit März 2023 ist er stellvertretender Leiter des Bundesfachausschusses der AfD „Wirtschaft & Soziales“.